# Festuca minutiflora
Festuca minutiflora là một loài thực vật có hoa trong họ Hòa thảo. Loài này được Rydb. mô tả khoa học đầu tiên năm 1905.